# Brachys floccosus
Brachys floccosus är en skalbaggsart som beskrevs av Mannerheim 1837. Brachys floccosus ingår i släktet Brachys och familjen praktbaggar. Inga underarter finns listade i Catalogue of Life.